# Frederick Gowland Hopkins
Frederick Gowland Hopkins (Eastbourne (Sussex), 20 juni 1861 – Cambridge, 16 mei 1947) was een Engelse biochemicus, die in 1929 samen met de Nederlander Christiaan Eijkman de Nobelprijs voor Geneeskunde kreeg voor de ontdekking dat vitaminen essentieel zijn voor een goede gezondheid. Hij ontdekte verder dat melkzuur zich kon ophopen in spieren (spierpijn).

## Biografie
Hopkins werd geboren als zoon van Frederick Hopkins en Elizabeth Gowland. Zijn vader overleed kort na zijn geboorte waarna hij samen met zijn moeder naar familie in Londen verhuisde. Hij onderbrak zijn studie toen zijn oom hem een baan bezorgde bij een verzekeringsmaatschappij. Een kleine erfenis stelde hem in staat om zijn studie op latere leeftijd te hervatten aan de Universiteit van Londen en de medische faculteit van Guy's Hospital (King's College London). Na zijn promotie doceerde hij van 1894 tot 1898 fysiologie aan Guy's Hospital. In 1898 huwde hij de verpleegster Jessie Anne Stevens, ze kregen twee dochters, Barbara en Jacquetta, en een zoon Frederick jr.
Datzelfde jaar, 1898, tijdens een bijeenkomst van de Physiological Society, werd hij door Michael Foster uitgenodigd om naar het Fysiologisch laboratorium in Cambridge te komen om onderzoek te doen naar de chemische aspecten van fysiologie.
Terwijl hij enkele van zijn belangrijkste onderzoek verrichtte vulde hij zijn tamelijk mager academisch inkomen aan door parttime te werken in een forensisch laboratorium en als docent. In 1914 werd hij benoemd als eerste professor in de biochemie aan Universiteit van Cambridge. Voor al zijn wetenschappelijke prestaties werd Hopkins in 1925 door koning George V geridderd en sindsdien mag hij als sir benoemd worden. In 1918 ontving hij de Royal Medal, in 1926 de Copley Medal en in 1935 de Order of Merit.

## Werk
Samen met Sydney Cole ontdekte hij tryptofaan in 1901 na het geïsoleerd te hebben uit caseïne-eiwit. Deze ontdekking leidde tot het werk waarvan Hopkins het bekendst is geworden. In 1912 publiceerde hij een artikel waarin hij middels als een aantal dierproeven aantoonde dat een synthetisch dieet bestaande uit de vijf essentiële voedingsbestanddelen: eiwitten, koolhydraten, vetten, mineralen en water, de diergroei sterk belemmerde. Het toevoegen van een kleine hoeveelheid melk gaf normale groei. Dit leidde bij hem tot suggestie dat de aanwezigheid in normale diëten van kleine hoeveelheden van tot dan ongeïdentificeerde substanties essentieel zijn voor diergroei en overleving. Deze hypothetische substanties noemde hij accessory food factors (bijeenkomstige voedselfactoren), of zoals we ze op het ogenblik noemen: vitamines. Het was voor dit werk waarvoor hij samen met de Nederlander Christiaan Eijkman in 1929 de Nobelprijs kreeg.
Gedurende de Eerste Wereldoorlog zette Hopkins zijn werk voort naar de voedingswaarde van vitamines. Zijn inspanningen waren met name belangrijk in periodes van voedseltekorten en -rationering. Hij voerde een studie uit naar de voedselwaarde van margarine en ontdekte dat het, zoals verwacht, inferieur was ten opzichte van boter vanwege het gebrek aan vitamine A en D. Resultaat van zijn werk was de introductie van vitamine-verrijkte margarine in 1926.
In 1921 isoleerde Hopkins een substantie die hij glutathion noemde die, zoals hij aantoonde, algemeen verspreid zijn in de cellen van planten en dieren die snel vermenigvuldigen. Later bewees hij dat het een tripeptide van cysteïne, glycine en glutaminezuur is. Ook ontdekte hij xanthine-oxidase, een specifiek enzym aanwezig in weefsel en melk, welke de oxidatie katalyseert van de purine basen xantine en hypxanthine tot urinezuur. Tevens is Hopkins de ontdekker van pterin, een chemische stof essentieel voor de kleuring van vlindervleugels. Samenwerkend met Sir Walter Fletcher bewees hij dat in spieren melkzuur ophoopt.
1901: Behring · 
1902: Ross · 
1903: Finsen · 
1904: Pavlov · 
1905: Koch · 
1906: Golgi, Ramón y Cajal · 
1907: Laveran · 
1908: Mechnikov, Ehrlich · 
1909: Kocher · 
1910: Kossel · 
1911: Gullstrand · 
1912: Carrel · 
1913: Richet ·
1914: Bárány · 
1919: Bordet · 
1920: Krogh · 
1922: Hill, Meyerhof · 
1923: Banting, Macleod · 
1924: Einthoven ·
1926: Fibiger · 
1927: Wagner-Jauregg · 
1928: Nicolle · 
1929: Eijkman, Hopkins · 
1930: Landsteiner · 
1931: Warburg · 
1932: Sherrington, Adrian · 
1933: Morgan · 
1934: Whipple, Minot, Murphy · 
1935: Spemann · 
1936: Dale, Loewi · 
1937: Szent-Györgyi · 
1938: Heymans · 
1939: Domagk · 
1943: Dam, Doisy · 
1944: Erlanger, Gasser · 
1945: Fleming, Chain, Florey · 
1946: Muller · 
1947: C. Cori, G. Cori, Houssay · 
1948: Müller · 
1949: Hess, Moniz · 
1950: Kendall, Reichstein, Hench · 
1951: Theiler · 
1952: Waksman · 
1953: Krebs,Lipmann ·
1954: Enders, Weller, Robbins · 
1955: Theorell · 
1956: Cournand, Forssmann, Richards · 
1957: Bovet · 
1958: Beadle, Tatum, Lederberg · 
1959: Ochoa, Kornberg · 
1960: Burnet, Medawar · 
1961: Békésy · 
1962: Crick, Watson, Wilkins · 
1963: Eccles, Hodgkin, Huxley · 
1964: Bloch, Lynen · 
1965: Jacob, Lwoff, Monod · 
1966: Rous, Huggins · 
1967: Granit, Hartline, Wald · 
1968: Holley, Khorana, Nirenberg · 
1969: Delbrück, Hershey, Luria · 
1970: Katz, Euler, Axelrod · 
1971: Sutherland · 
1972: Edelman, Porter · 
1973: Frisch, Lorenz, Tinbergen · 
1974: Claude, De Duve, Palade · 
1975: Baltimore, Dulbecco, Temin ·
1976: Blumberg, Gajdusek · 
1977: Guillemin, Schally, Yalow · 
1978: Arber, Nathans, Smith · 
1979: Cormack, Hounsfield · 
1980: Benacerraf, Dausset, Snell · 
1981: Sperry, Hubel, Wiesel · 
1982: Bergström, Samuelsson, Vane · 
1983: McClintock · 
1984: Jerne, Köhler, Milstein · 
1985: Brown, Goldstein · 
1986: Cohen, Levi-Montalcini · 
1987: Tonegawa · 
1988: Black, Elion, Hitchings · 
1989: Bishop, Varmus · 
1990: Murray, Thomas · 
1991: Neher, Sakmann · 
1992: Fischer, Krebs · 
1993: Roberts, Sharp · 
1994: Gilman, Rodbell · 
1995: Lewis, Nüsslein-Volhard, Wieschaus · 
1996: Doherty, Zinkernagel · 
1997: Prusiner · 
1998: Furchgott, Ignarro, Murad · 
1999: Blobel · 
2000: Carlsson, Greengard, Kandel ·
2001: Hartwell, Hunt, Nurse · 
2002: Brenner, Horvitz, Sulston · 
2003: Lauterbur, Mansfield · 
2004: Axel, Buck · 
2005: Marshall, Warren ·
2006: Fire, Mello ·
2007: Capecchi, Smithies, Evans ·
2008: Zur Hausen, Barré–Sinoussi, Montagnier ·
2009: Blackburn, Greider, Szostak ·
2010: Edwards ·
2011: Beutler, Hoffmann, Steinman ·
2012: Gurdon, Yamanaka ·
2013: Rothman, Schekman, Südhof ·
2014: O'Keefe, Moser, Moser ·
2015: Campbell, Omura, Tu ·
2016: Osumi ·
2017: Hall, Rosbash, Young ·
2018: Allison, Honjo ·
2019: Kaelin, Ratcliffe, Semenza ·
2020: Alter, Houghton, Rice ·
2021: Julius, Patapoutian ·
2022: Pääbo ·
2023: Karikó, Weissman ·
2024: Ambros, Ruvkun